# Виланці
46°03′ пн. ш. 15°48′ сх. д. / 46.05° пн. ш. 15.80° сх. д.
Виланці (хорв. Vilanci) — населений пункт у Хорватії, у Крапинсько-Загорській жупанії у складі громади Велико Трговище.

## Населення
Населення за даними перепису 2011 року становило 123 осіб.
Динаміка чисельності населення поселення:

## Клімат
Середня річна температура становить 10,00 °C, середня максимальна – 24,02 °C, а середня мінімальна – -6,37 °C. Середня річна кількість опадів – 1009 мм.
| Клімат поселення                              | Клімат поселення | Клімат поселення | Клімат поселення | Клімат поселення | Клімат поселення | Клімат поселення | Клімат поселення | Клімат поселення | Клімат поселення | Клімат поселення | Клімат поселення | Клімат поселення | Клімат поселення |
| Показник                                      | Січ.             | Лют.             | Бер.             | Квіт.            | Трав.            | Черв.            | Лип.             | Серп.            | Вер.             | Жовт.            | Лист.            | Груд.            |                  |
| Середній максимум, °C                         | 5,64             | 7,67             | 11,90            | 16,28            | 21,04            | 24,02            | 23,53            | 22,98            | 19,05            | 13,94            | 8,22             | 4,35             |                  |
| Середня температура, °C                       | −0,38            | 1,66             | 5,89             | 10,28            | 15,03            | 18,02            | 19,76            | 19,23            | 15,30            | 10,18            | 4,44             | 0,60             |                  |
| Середній мінімум, °C                          | −6,37            | −4,35            | −0,1             | 4,28             | 9,02             | 12,00            | 16,00            | 15,47            | 11,53            | 6,40             | 0,70             | −3,18            |                  |
| Норма опадів, мм                              | 51               | 52               | 69               | 72               | 86               | 118              | 95               | 97               | 101              | 98               | 98               | 72               |                  |
| Середньомісячна швидкість вітру, м/с          | 1.68             | 1.81             | 2.20             | 2.20             | 2.07             | 1.89             | 1.80             | 1.60             | 1.60             | 1.62             | 1.72             | 1.70             |                  |
| Середньомісячна сонячна радіація, кДж/м²·день | 4073             | 6812             | 10426            | 14803            | 18867            | 20592            | 21478            | 18635            | 13784            | 8604             | 4490             | 3222             |                  |
| --------------------------------------------- | ---------------- | ---------------- | ---------------- | ---------------- | ---------------- | ---------------- | ---------------- | ---------------- | ---------------- | ---------------- | ---------------- | ---------------- | ---------------- |
| Джерело:                                      |                  |                  |                  |                  |                  |                  |                  |                  |                  |                  |                  |                  |                  |